# Thymoites sanctus
Thymoites sanctus är en spindelart som först beskrevs av Chamberlin 1916.  Thymoites sanctus ingår i släktet Thymoites och familjen klotspindlar.
Artens utbredningsområde är Peru. Inga underarter finns listade i Catalogue of Life.